# Alan Thompson (piłkarz)
Alan Thompson (ur. 22 grudnia 1973 roku w Newcastle upon Tyne) – angielski piłkarz występujący na pozycji pomocnika.

## Kariera klubowa
Alan Thompson zawodową karierę rozpoczynał w 1991 roku w Newcastle United. Następnie występował w drużynie Bolton Wanderers, gdzie rozegrał aż 157 spotkań i zdobył 37 bramek. Jedną z nich strzelił w przegranym 2:1 finałowym spotkaniu Pucharu Ligi Angielskiej przeciwko Liverpoolowi. W 1998 roku "Thommo" przeniósł się do Aston Villa, skąd w 2002 roku za niecałe trzy miliony funtów trafił do Celticu. W nowym klubie Thompson grał przez osiem lat i zanotował 158 występów. W 2005 roku Anglik zapewnił swojej drużynie Puchar Szkocji strzelając jedyną bramkę w finałowym meczu przeciwko ekipie Dundee United. W późniejszym czasie Thompson coraz częściej zaczął jednak zasiadać na ławce rezerwowych, w efekcie czego na początku stycznia 2007 roku został wypożyczony do Leeds United. W debiucie przeciwko West Bromwich Albion angielski zawodnik zdobył swojego pierwszego gola dla "The Whites", a drugie trafienie zaliczył już w następnym pojedynku przeciwko Hull City. W Leeds Thompson czuł się bardzo dobrze, co zaowocowało podpisaniem kontraktu w sierpniu 2007 roku. Po tym, gdy drużynę "The Whites" opuścił Gustavo Poyet, Thompson został grającym asystentem trenera Dennisa Wise'a. W styczniu 2008 roku został na miesiąc wypożyczony do Hartlepool United w celu odbudowania formy, jaką prezentował przed doznaniem kontuzji. Po powrocie do Leeds zapowiedział, że da z siebie wszystko, by pomóc "Pawiom" w osiąganiu jak najlepszych wyników. 28 maja 2008 roku podjął decyzję o zakończeniu kariery.

## Kariera reprezentacyjna
Thompson zaliczył jeden występ w reprezentacji Anglii. 31 marca 2004 roku zagrał w przegranym 0:1 pojedynku przeciwko Szwecji, kiedy to trenerem Anglików był Sven-Göran Eriksson.